# Chrissiesmeer
Chrissiesmeer is een plaats in de gemeente Msukaligwa in het district Gert Sibande in de Zuid-Afrikaanse provincie Mpumalanga. Oorspronkelijk werd het gebied van Chrissiesmeer met name bewoond door San en de Tlou-tle, die op vlotten op de grotere meren woonden. Het dorp werd gesticht in de jaren '60 van de 19e eeuw door de Voortrekkers die het noemden naar Andries Pretorius' dochter Christina Johanna Petronella. In de jaren 80 van de 19e eeuw was het dorp een belangrijke halte voor wagens op weg naar het goudmijndorp Barberton.